# Memristor

Symbolen för en memristor på ett kopplingsschema.

En memristor är en passiv elektronisk komponent (jämte resistorer, kondensatorer och spolar) vars resistans beror på historiken av strömflödet genom komponenten. En memristor är alltså ett slags resistor med minne. Namnet memristor är ett engelskt teleskopord bildat av memory resistor, minnesresistor.

## Historik
Memristorn föreslogs 1971 som ett teoretiskt koncept av Leon Chua. 2008 rapporterade en forskargrupp vid HP Labs att de lyckats skapa en memristor. Detta baserades på två titanoxidlager där syrgasmolekyler med hjälp av en elektrisk ström kan flyttas mellan de två lagren och på så vis ändra materialets resistans. Vid större strömmar beter sig komponenten digitalt, medan lägre strömmar kan användas för analogt beteende.
Efter detta fynd har forskning fortsatt för att försöka realisera memristorn som en praktiskt användbar komponent.

## Egenskaper
I memristorn styrs spänningsförändringen {\displaystyle \Phi _{e}} av den elektriska laddningen q så att
{\displaystyle M(q)={\frac {d\Phi _{e}}{dq}}}
där resistansen M(q) bestäms av historiska strömstyrkor.
Detta kan jämföras med de tre tidigare fundamentala elektriska egenskaperna resistans {\displaystyle (R={\frac {dV}{dI}})}, kapacitans {\displaystyle ({\frac {1}{C}}={\frac {dV}{dq}})} och induktans {\displaystyle (L={\frac {d\Phi _{m}}{dI}})}.
Den elektriska spänningen över memristorn bestäms av momentanvärdet på strömmen I så att
{\displaystyle V(t)=M(q(t))I(t)\,}